# Буянів
Буя́нів — село в Україні, у Стрийському районі Львівської області. До районного центру — Стрия 48 км, до м. Калуш — 25 км. Населення становило 419 осіб у 2001 році.
У селі є церква Різдва Христового XIX ст., 2 пам'ятники, базова (неповна) середня школа, Будинок культури (глядацький зал на 120 місць), бібліотека, магазин, фельдшерсько-акушерський пункт (ФАП).Село газифіковане у 2008 році, телефонізоване (у 2014 році, телефони є тільки в школі та медпункті). Жителі села були учасниками національно-визвольних змагань 1918—1920 років, воювали на фронтах Другої світової війни, брали участь у збройній боротьбі проти радянських та німецьких окупантів

## Географія
Буянів знаходиться на сході району за 2.5 км від траси Т 1419. Отож, має регулярне транспортне сполучення із районним та обласним центрами.
У геологічному відношенні село розташоване у межах Передкарпатського передового прогину.
Буянів лежить у межах зони поширення помірно континентального клімату.
| Клімат Буянова          | Клімат Буянова | Клімат Буянова | Клімат Буянова | Клімат Буянова | Клімат Буянова | Клімат Буянова | Клімат Буянова | Клімат Буянова | Клімат Буянова | Клімат Буянова | Клімат Буянова | Клімат Буянова | Клімат Буянова |
| Показник                | Січ.           | Лют.           | Бер.           | Квіт.          | Трав.          | Черв.          | Лип.           | Серп.          | Вер.           | Жовт.          | Лист.          | Груд.          | Рік            |
| Середній максимум, °C   | −0,8           | 0,7            | 5,8            | 13,2           | 19,1           | 22,1           | 23,6           | 23,1           | 18,8           | 13,2           | 6,0            | 1,1            | 12,2           |
| Середня температура, °C | −3,6           | −2             | 2,3            | 8,5            | 13,8           | 16,8           | 18,2           | 17,7           | 13,8           | 8,6            | 3,0            | −1,3           | 8,0            |
| Середній мінімум, °C    | −6,4           | −4,6           | −1,2           | 3,9            | 8,6            | 11,6           | 12,9           | 12,3           | 8,8            | 4,1            | 0,1            | −3,7           | 3,9            |
| Норма опадів, мм        | 36             | 35             | 39             | 51             | 79             | 95             | 95             | 75             | 56             | 44             | 42             | 48             | 695            |
| ----------------------- | -------------- | -------------- | -------------- | -------------- | -------------- | -------------- | -------------- | -------------- | -------------- | -------------- | -------------- | -------------- | -------------- |
| Джерело:                |                |                |                |                |                |                |                |                |                |                |                |                |                |

Рельєф
пересічений балками, висотні позначки території коливаються у межах 250—270 м над рівнем моря. На території населеного пункту поширені широколисто-сосновими лісами, де ростуть сосна, ялина, дуб, граб і бук.

### Фауна
Серед тварин трапляються, козулі, лисиця, польова миша, кріт, їжак, водяна і ставкова нічниці, вуж звичайний, трав'яна, озерна і ставкова жаби, а ще повно кабанів, зайців, ласок і тхорів. В річці Черн водиться пічкур, в'юн, раки.
Серед птахів у Буянові найпоширенішими є: ластівка сільська, ластівка міська, хатній горобець, лелека білий, сова сіра, зозуля, дятел, сойка, шпак, зяблик, різні види синиць, куріпка сіра, мухоловка строката, дрозди, вільшанка. У навколишніх лісах поселяються костогриз, жайворонок лісовий, яструб, звичайний боривітер, крук, сіра ворона, шпак, соловейко. Влітку звичайна перепілка, сич хатній, одуд, галка, жайворонок польовий. Восени і взимку світ птахів Буянова складають: сіра ворона, грак, сорока, щиглик, вівсянка звичайна, снігур, золотомушка жовточуба.

## Історія
Раніше село називалося Буянова.
Перша документальна згадка про село датується 1578 роком. В податковому реєстрі Жидачівської землі записано, що в селі Боянова було 2 дворища землі і священник.
В «Шляхетський шлях роду Собеських» згадується про Буянів:

| Відомо, що Буянів належав до Собеських i що тут бував Ян Собеський[7]. |
ŚLADY KROLA JANA III W KRAJU NASZYM
| BUJANÓW (Bujanie), wieś w pow. żydaczowskim. Jan Sobieski, "mając osobliwy wzgląd na zasługi cum di. spendio f'ortunarum (Z nakładem majątku) JMCP. Mikołaja Orlika, tak św.pamięci niegdy rodzicom moim, jako i mnie samemu od lat wielu, w trudnych Rzpltej okazyach, z odwagą zdrowia swego nieraz wyświadczone", potwierdził jemu i małżonce jego w r. 1671 dożywocie, zapisane mu na wsi Bujanie w województwie ruskiem, w ziemi lwowskiej, przez Teofilę Sobieską, matkę swoję. (Klucz. Pisma, t. I c L s. 637).[8]. |
Мати короля Яна Собеського Теофіля, в 1660 році надала за заслуги село Буянів Миколі Орлику та його дружині довічно.
Революція 1848 року призвела до скасування кріпосного права та проведення земельної реформи. На честь цієї події у селі було споруджено пам'ятник.
За часів Польської республіки (1918–1939 рр.) село становило окрему гміну у складі Жидачівського повіту Станиславівського воєводства. У зв'язку з адміністративною реформою 1 серпня 1934 року воно було включене до складу гміни Журавно, того ж повіту і воєводства.
Як і вся Західна Україна, у 1939 році село увійшло до складу УРСР, пробувши у її складі до 10 липня 1941 року, коли село було зайняте німецькими військами. У 1941 році до села ввійшли німецькі війська.
У 2012 році відбулось освячення «Хреста Заслуги» — монумента жителям села, що боролись у складі ОУН-УПА.

## Політика

### Парламентські вибори, 2019
На позачергових парламентських виборах 2019 року у селі функціонувала окрема виборча дільниця № 460405, розташована у приміщенні школи.
Результати
- зареєстровано 227 виборців, явка 79,30 %, найбільше голосів віддано за Всеукраїнське об'єднання «Батьківщина» — 22,78 %, за «Слугу народу» — 20,00 %, за «Голос» — 17,22 %.[11] В одномандатному окрузі найбільше голосів отримав Андрій Кіт (самовисування) — 26,11 %, за Мар'яна Калина (Народний рух України) — 21,67 %, за Андрія Гергерта (Всеукраїнське об'єднання «Свобода») — 18,33 %[12].

## Населення
За даними перепису населення 2001 року у селі проживали 416 осіб.

## Церква
Вперше про парафію села Буянова йдеться в протоколі візитації парафії в 1732 році про церкву Різдва Пресвятої Богородиці, що була збудована в давні часи.
Зараз на її місці існує дерев'яна церква Різдва Христового 1834 [Архівовано 15 липня 2014 у Wayback Machine.] року. У 1884 році добудували бабинець, над яким знаходяться хори і помалював місцевий маляр Роман Михайлович.
Хор НД села Буянів. Хор заснований в 1923 р. місцевим жителем Василем Чмеликом, який свого часу закінчив дяківсько-регентську школу у Львові і був добрим скрипалем.

## Відомі люди
- Кремінь Йосип Васильович (* 1932) — український дисидент.

## Пам'ятки
- Могила Січових стрільців[a]
- Пам'ятний знак на честь скасування панщини.
- Пам'ятник коляді 1930-го року.
- Пам'ятник односельцям, які загинули під час Другої світової війни.
- Пам'ятник односельцям, які боролись за незалежність України у складі ОУН/УПА[15].

## Галерея

Монумент жителям села що боролись у складі ОУН-УПА
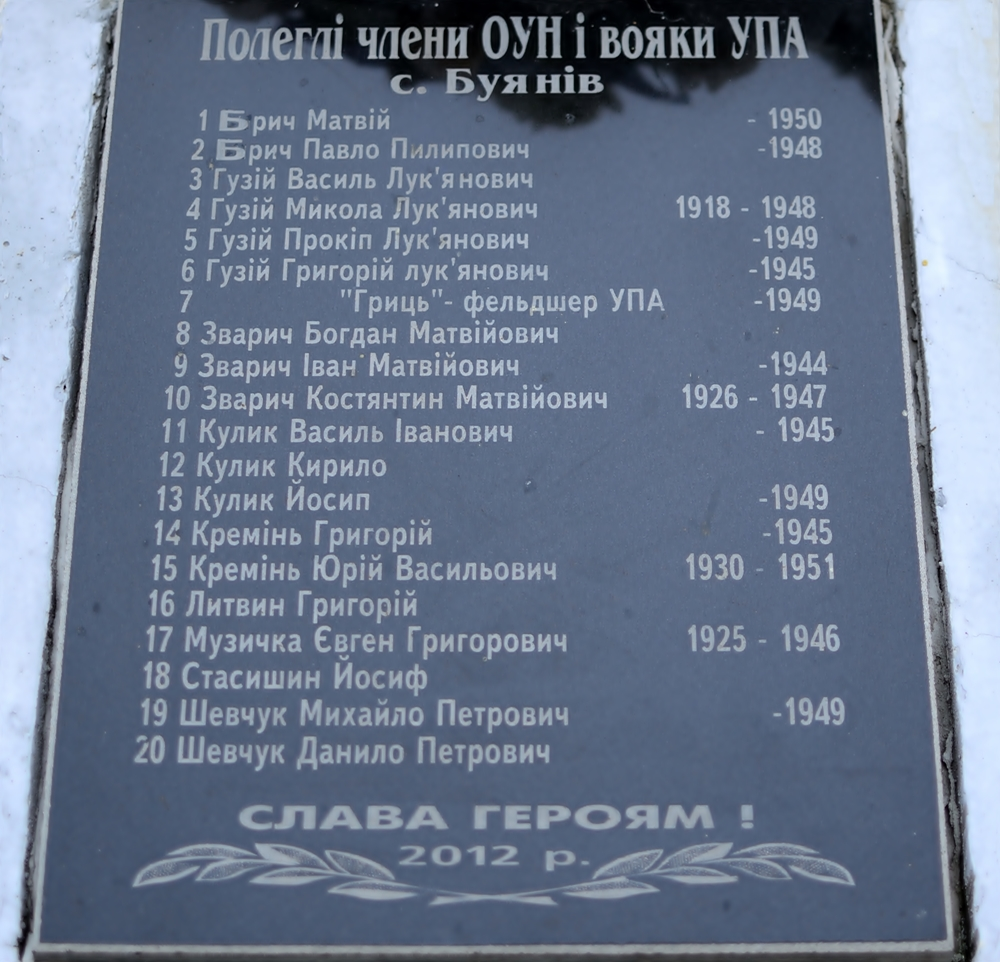
Таблиці
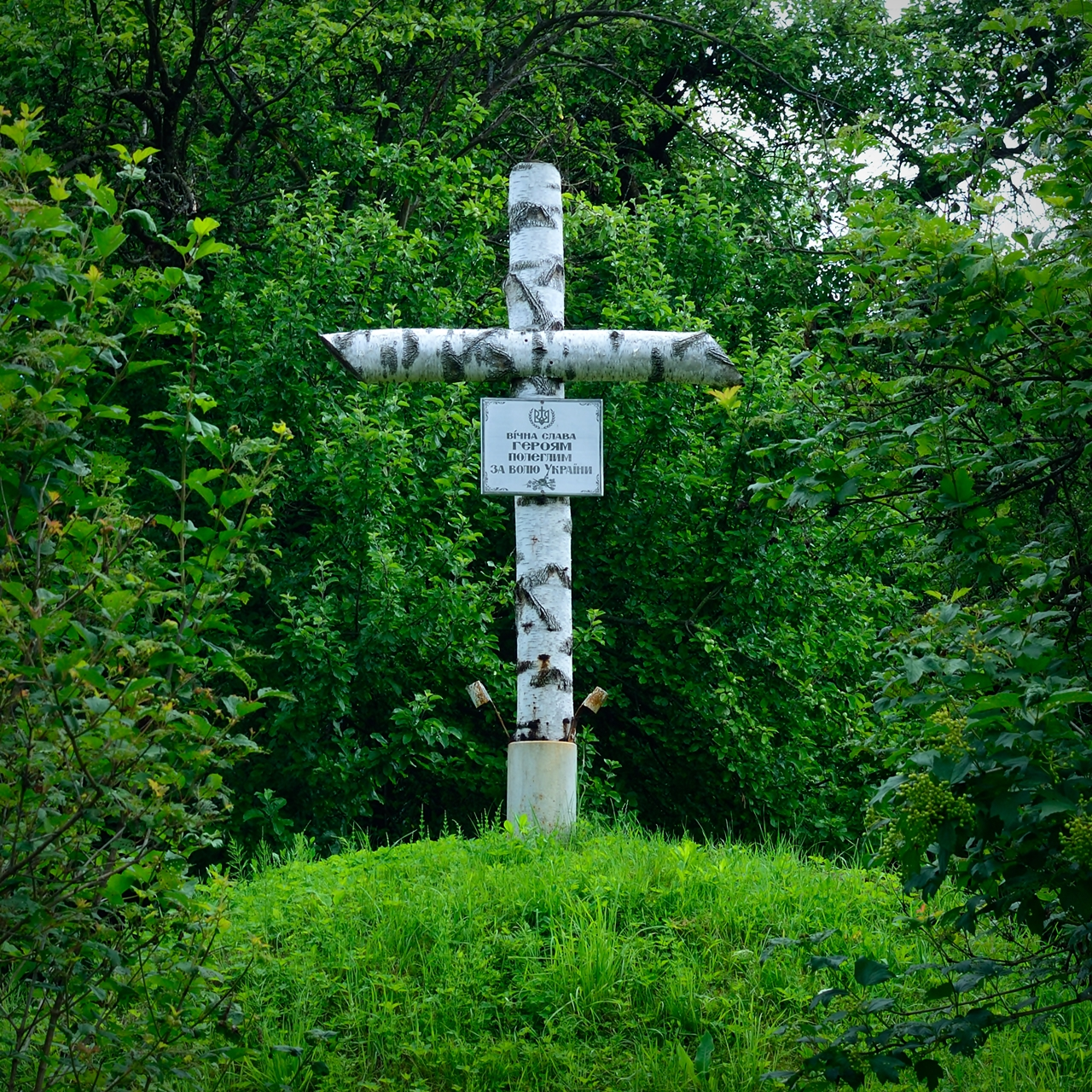
Могила січових стрільців
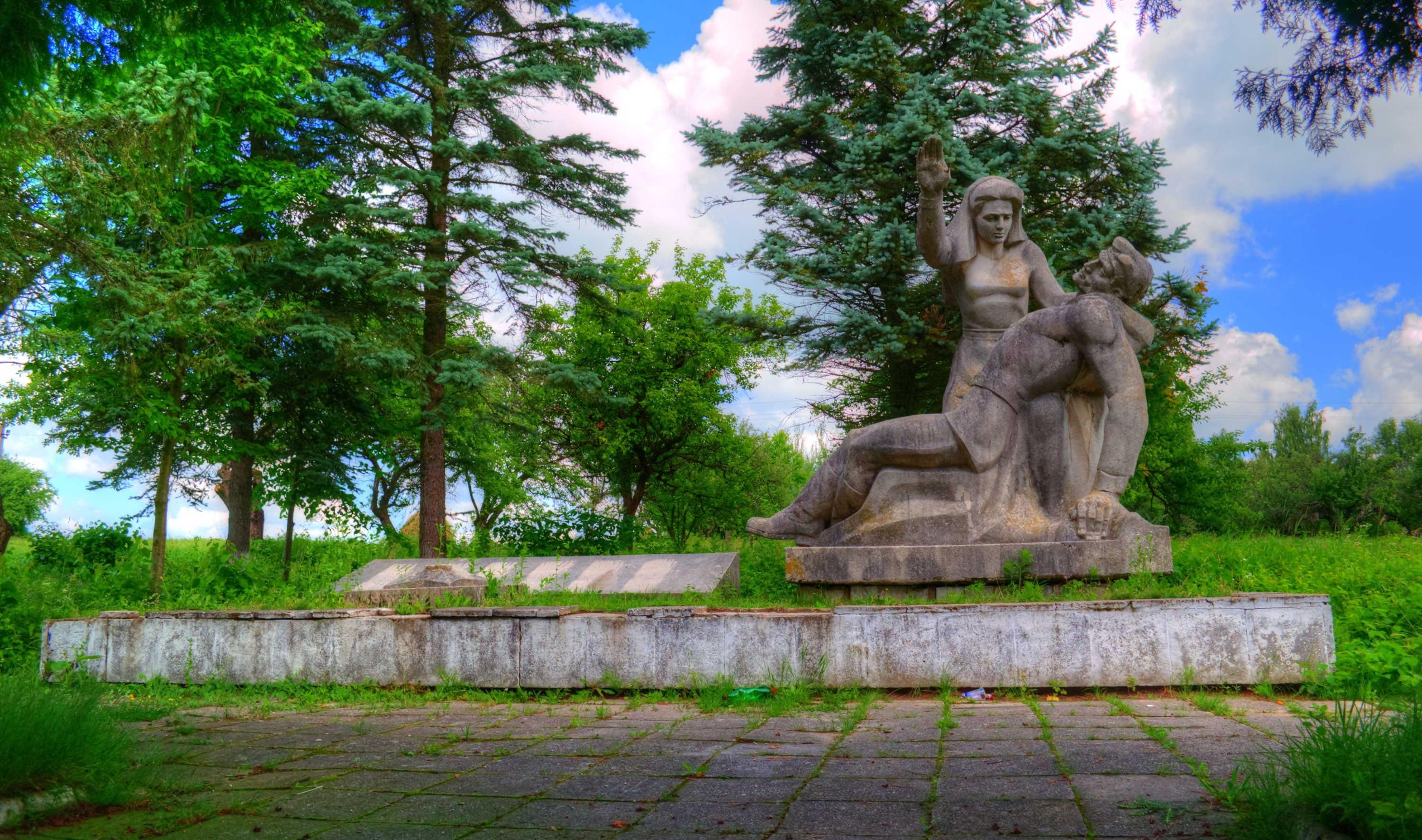
Пам'ятник полеглим у другій світові війні
Монумент на честь скасування панщини 1848
Таблиці
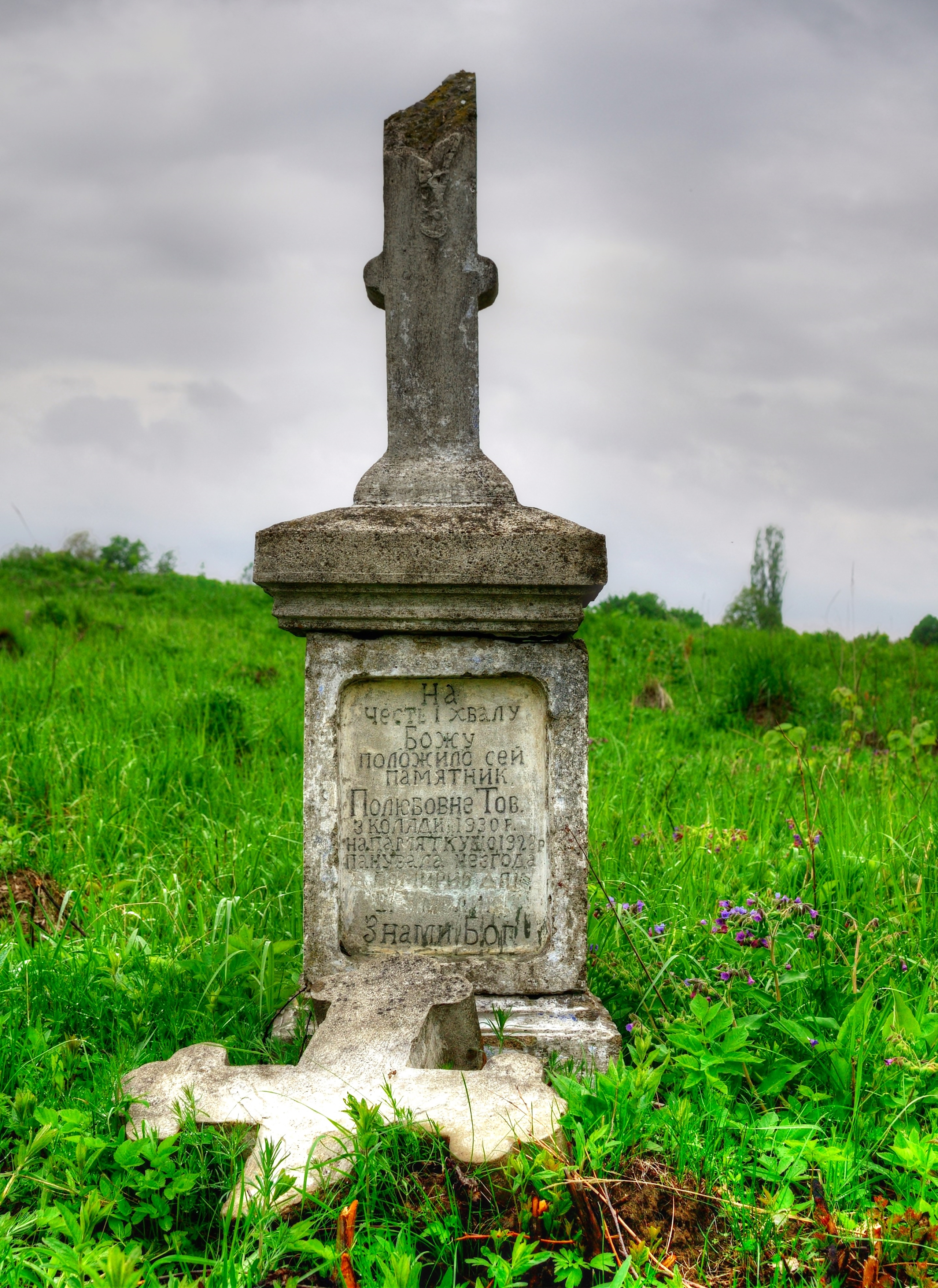
Пам'ятник коляді 1930 року
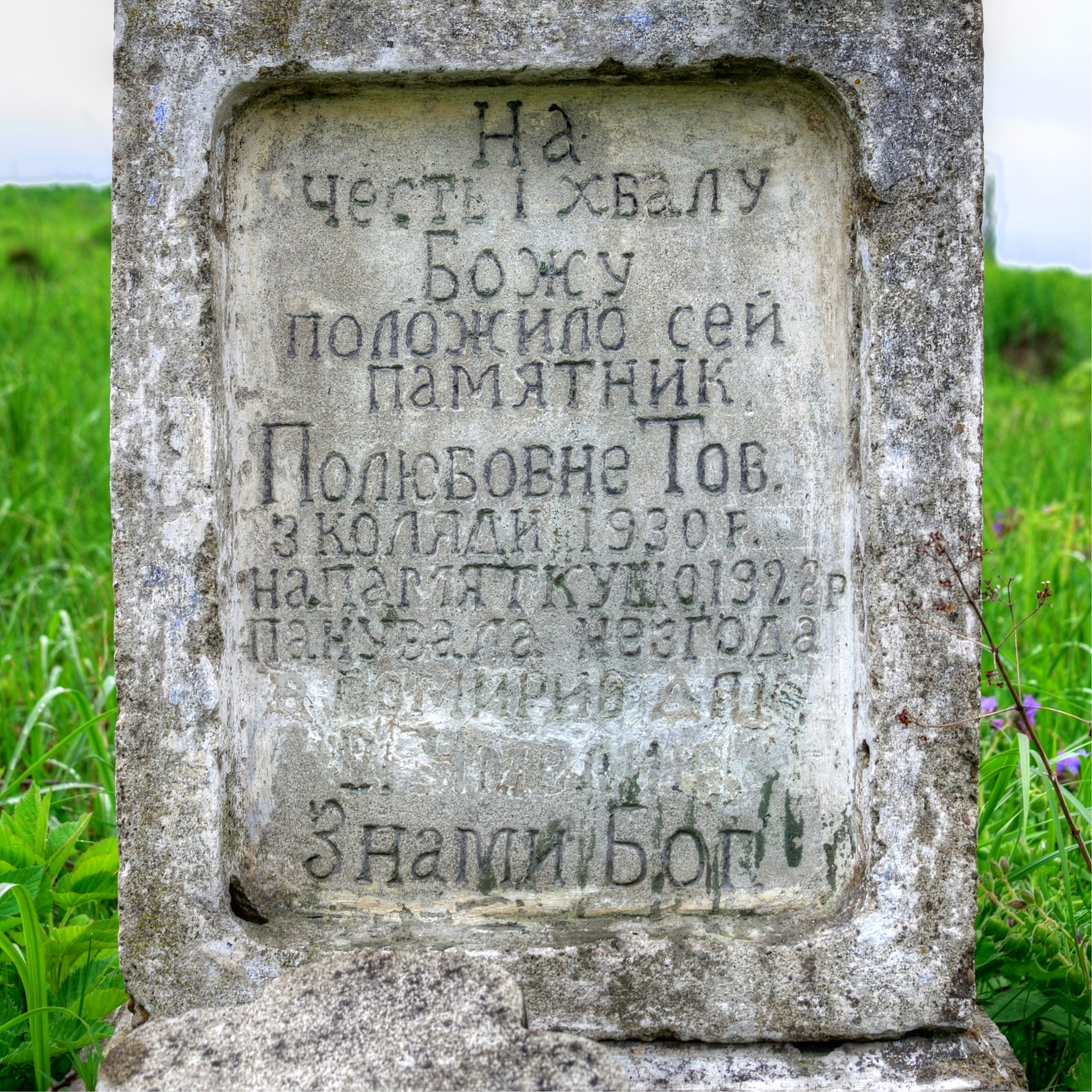
Коляда 30 року і В.Чмелик
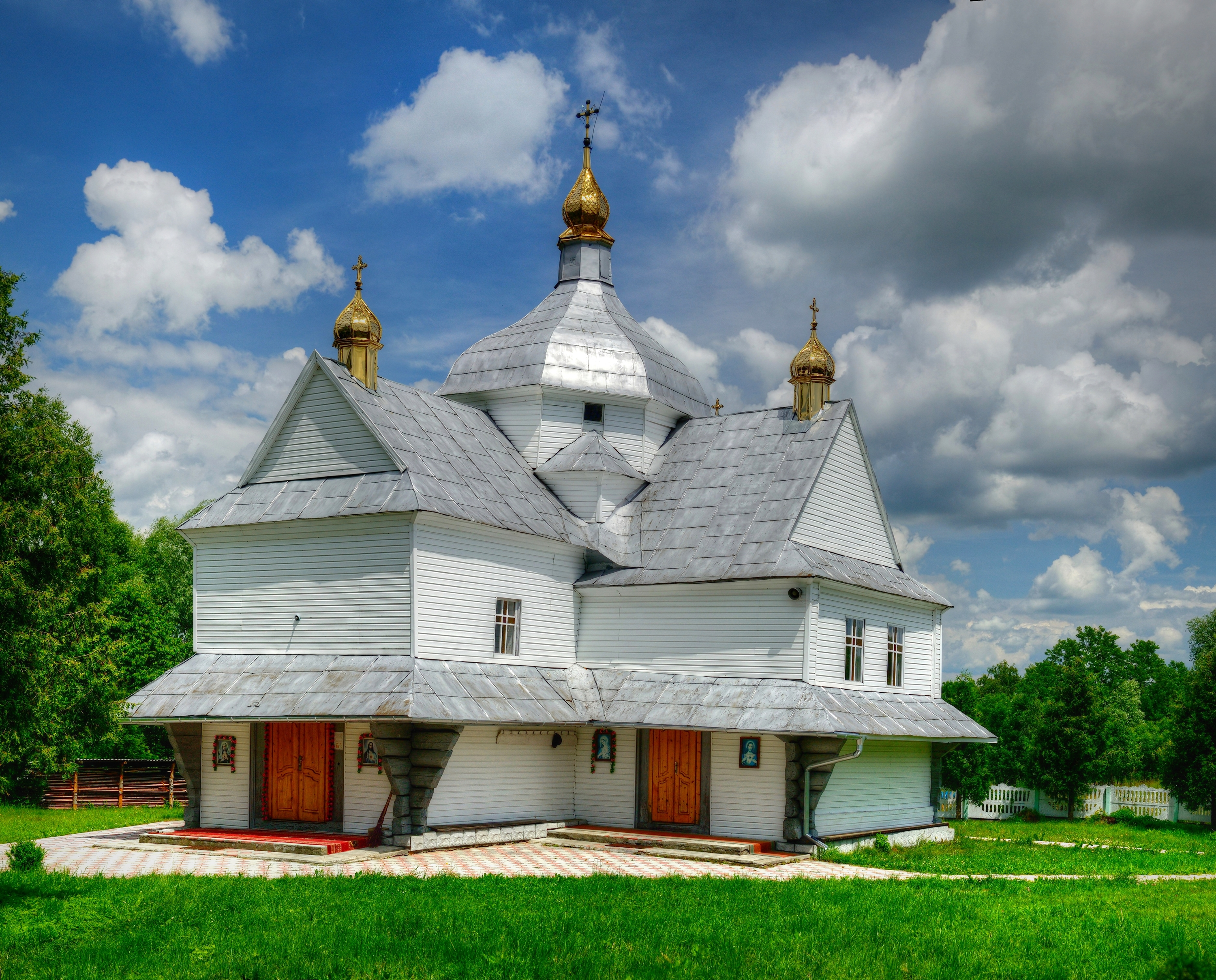
Церква Різдва Христового 1834